# Királyszentistván
Királyszentistván là một thị trấn thuộc hạt Veszprém, Hungary. Thị trấn này có diện tích 8,91 km², dân số năm 2010 là 466 người, mật độ 52 người/km².